# Slovaški kras
Slovaški kras (slovaško Slovenský kras) je ena od gorskih verig Slovaškega rudogorja (Slovenské Rudohorie) v Karpatih na južnem Slovaškem. Sestavljen je iz kompleksa ogromnih kraških planot. Od leta 1973 je zavarovano krajinsko območje. 1. marca 2002 je bil Slovaški kras razglašen za narodni park. Je tudi Unescov biosferni rezervat, njegov del pa tvori Unescov seznam svetovne dediščine Jame Aggteleškega krasa in slovaškega krasa.

## Značilnosti
Najvišji vrh je Jelení vrh z 947 m nadmorske višine. Pomembne reke so Slaná (Sajó), Štítnik in Turňa. Slovaški kras leži v severnem zmernem pasu in ima celinsko podnebje s štirimi izrazitimi letnimi časi. Območje je sestavljeno iz več plasti mezozojskih apnencev in dolomitov, pod katerimi so neprepustni peščenjak, apnenec in skrilavec. Planote pokrivajo hrastovo-gabrovi gozdovi, hribovja hrastovi gozdovi, okolice kraških jam pa smrekovi gozdovi. V severnih delih so bukovi gozdovi.
Na planotah je veliko kraških oblik, kot so kraške jame s premerom do 250 m in globino okoli 45 m, stožčasto gričevje, slepe in polslepe doline in uvale. Podzemeljski kras je znan po globokih navpičnih breznih, kot so:
- Čertova diera (dobesedno Hudičeva luknja; globina: 186 m)
- Brázda (181 m)
- Malá železná priepasť (Malo železno brezno; 142 m)
- Diviačia priepasť (Brezno prašiča; 122 m)

Nekatera brezna so udrta, zlasti Silická ľadnica (Silická ledeno brezno; 110 m)
Regija je najbolj znana po številnih jamah, od katerih so jama Domica, Ohtinska aragonitna jama (Ochtinská aragonitová jaskyňa), jama Gombasek (Gombasecká jaskyňa) in Jasovska jama (Jasovská jaskyňa) odprte za javnost. Drugi omembe vredni jami sta Krasnohorska jama (Krásnohorská jaskyňa) in Hrušovska jama (Hrušovská jaskyňa).
Regija vključuje tudi kraška jezera. Največje jezero je Jašteričie jazero (dobesedno Kuščarsko jezero), v madžarščini Gyükerréti-tó.
Na slovaškem Krasu so tudi redke rastline, na primer:
- navadni pasji zob (Erythronium dens-canis - relikt iz terciarja)
- javorka Onosma tornensis (endemit)
- trava Sesleria heufleriana (endemit)
- nagelj Dianthus lumnitzerii (endemit) in
- redke živali, npr.:
  - kraljevi orel (Aquila heliaca)
  - kačar (Circaetus gallicus)
  - sokol plenilec (Falco naumanni)

## Delitev na enote
Deli (od zahoda proti vzhodu):
- Jelšavský kras (dobesedno Jelšavski kras)
- Koniarska planina (Koniarska ravnina)
- Plešivská planina (Plešivská ravnina)
- Silická planina (Silická ravnina)
- Turnianska planina (Turnianska Planin); glej tudi Turňa
- Horný vrch (Zgornja gora)
- Dolný vrch (Spodnja gora)
- Zádielska planina (Zádielska ravnica)
- Jasovská planina (Jasovská ravnina)